# Episodi di True Jackson (prima stagione)
La prima stagione della serie televisiva True Jackson è andata in onda negli Stati Uniti dall'8 novembre 2008 al 17 ottobre 2009 su Nickelodeon.
In Italia è stata trasmessa dal 14 settembre al 20 novembre 2009 su Nickelodeon e in chiaro su Italia 1 dal 3 maggio al 4 giugno 2010.
| nº | Titolo originale     | Titolo italiano                  | Prima TV USA      | Prima TV Italia   |
| -- | -------------------- | -------------------------------- | ----------------- | ----------------- |
| 1  | Pilot                | True Jackson, vice presidente    | 8 novembre 2008   | 14 settembre 2009 |
| 2  | Firing Lulu          | Il licenziamento di Lulu         | 15 novembre 2008  | 16 settembre 2009 |
| 3  | Babysitting Dakota   | Una baby sitter per Dakota       | 22 novembre 2008  | 18 settembre 2009 |
| 4  | Ryan on Wheels       | Ryan su rotelle                  | 6 dicembre 2008   | 21 settembre 2009 |
| 5  | Telling Amanda       | Chi lo dice ad Amanda?           | 13 dicembre 2008  | 23 settembre 2009 |
| 6  | The Prototype        | Il prototipo                     | 3 gennaio 2009    | 25 settembre 2009 |
| 7  | ReTRUEnion           | Ritorno al liceo                 | 17 gennaio 2009   | 28 settembre 2009 |
| 8  | True Takes Iceland   | True conquista l'Islanda         | 24 gennaio 2009   | 30 settembre 2009 |
| 9  | True Matchmaker      | L'organizzatrice di incontri     | 7 febbraio 2009   | 2 ottobre 2009    |
| 10 | The Rival            | Il rivale                        | 16 febbraio 2009  | 5 ottobre 2009    |
| 11 | Company Retreat      | Il ritiro aziendale              | 28 febbraio 2009  | 7 ottobre 2009    |
| 12 | Keeping Tabs         | Spese folli                      | 7 marzo 2009      | 9 ottobre 2009    |
| 13 | Red Carpet           | Il tappeto rosso                 | 21 marzo 2009     | 12 ottobre 2009   |
| 14 | Switcheroo           | Scambio di ruoli                 | 11 aprile 2009    | 14 ottobre 2009   |
| 15 | True Intrigue        | La spia                          | 22 aprile 2009    | 16 ottobre 2009   |
| 16 | Amanda Hires a Pink  | Amanda assume una Pink           | 16 maggio 2009    | 19 ottobre 2009   |
| 17 | Max Mannequin        | Il manichino di Max              | 13 giugno 2009    | 21 ottobre 2009   |
| 18 | True's New Assistant | Il nuovo assistente di True      | 27 giugno 2009    | 23 ottobre 2009   |
| 19 | House Party          | Tutti a casa di Mikey J          | 11 luglio 2009    | 26 ottobre 2009   |
| 20 | Back to School       | Ritorno a scuola (prima parte)   | 25 luglio 2009    | 28 ottobre 2009   |
| 21 | Testing True         | Ritorno a scuola (seconda parte) | 25 luglio 2009    | 28 ottobre 2009   |
| 22 | Fashion Week         | La settimana della moda          | 12 settembre 2009 | 30 ottobre 2009   |
| 23 | True Crush           | Il ballo dell'ultimo minuto      | 19 settembre 2009 | 2 novembre 2009   |
| 24 | Hotshot              | Il colpo basso                   | 26 settembre 2009 | 4 novembre 2009   |
| 25 | The Wedding          | Il matrimonio                    | 3 ottobre 2009    | 6 novembre 2009   |
| 26 | The Dance            | Il ballo della scuola            | 17 ottobre 2009   | 20 novembre 2009  |